# Zevenhuizen (Het Hogeland)
Pour les articles homonymes, voir Zevenhuizen.
Zevenhuizen est un hameau de la commune néerlandaise de Het Hogeland, situé dans la province de Groningue